# Zdenko Vukasović
Zdenko Vukasović, né le 19 septembre 1941 et mort le 21 mai 2021 à Split, est un footballeur yougoslave, aujourd'hui croate, qui évoluait comme gardien de but.
Il dispute la majeure partie de sa carrière en Belgique, où il remporte une fois le titre de champion avec Anderlecht. Il prend sa retraite en 1978.

## Carrière
Zdenko Vukasović commence sa carrière au RNK Split, un club de sa ville natale, en 1959. Quatre ans plus tard, il est transféré au Hajduk Split, un des plus importants clubs du championnat yougoslave. Il y joue deux saisons avant de partir tenter sa chance à l'étranger. Il rejoint La Gantoise, un club belge, en 1965, où il est le deuxième gardien après l'ancien gardien des Diables Rouges, Armand Seghers. Après deux saisons, le club est relégué en deuxième division, et Vukasović est transféré à RSC Anderlecht, un des plus grands clubs du pays, pour y être la doublure de Jean Trappeniers, l'actuel gardien de l'équipe nationale belge. Il joue huit matches officiels lors de sa première saison au club bruxellois, qui remporte le titre de champion de Belgique. L'année suivante, il ne joue pas un seul match, et décide alors de quitter le club.
En 1969, il effectue un pas en arrière en rejoignant le Cercle de Bruges, qui milite alors en Division 2. Il devient d'emblée le gardien titulaire de l'équipe, et parvient même à inscrire un but. En 1971, le Cercle remporte le titre de deuxième division, ce qui permet à Zdenko Vukasović de rejouer parmi l'élite nationale la saison suivante. Il y preste un an, puis redescend en deuxième division en 1972, où il signe pour Lokeren. Il y retrouve son ancien coéquipier anderlechtois Jef Jurion, désormais entraîneur du club waeslandien. En 1974, le club est promu en première division, mais Jurion est remplacé par Ladislav Novák, qui fait venir le gardien néerlandais Bob Hoogenboom. Ce dernier prend la place de titulaire, et relègue Vukasović sur le banc jusqu'en 1978, moment que choisit le gardien yougoslave pour arrêter sa carrière.

## Palmarès
- 1 fois champion de Belgique en 1968 avec le RSC Anderlecht.
- 1 fois champion de Division 2 en 1971 avec le Cercle de Bruges.

## Statistiques
Seules les statistiques du joueur lors de son passage au Cercle de Bruges sont disponibles.

| Saison                | Club                  | Championnat           | Championnat | Championnat | Coupe(s) nationale(s) | Coupe(s) nationale(s) | Total | Total |
| Saison                | Club                  | Division              | M.          | B.          | M.                    | B.                    | M.    | B.    |
| 1969-1970             | Cercle Bruges KSV     | Division 2            | 30          | 1           | 4                     | 0                     | 34    | 1     |
| 1970-1971             | Cercle Bruges KSV     | Division 2            | 30          | 0           | 2                     | 0                     | 32    | 0     |
| 1971-1972             | Cercle Bruges KSV     | Division 1            | 24          | 0           | 1                     | 0                     | 25    | 0     |
| Total sur la carrière | Total sur la carrière | Total sur la carrière | 84          | 1           | 7                     | 0                     | 91    | 1     |